# Swing High
Swing High ist ein US-amerikanischer Dokumentarfilm aus dem Jahr 1932.

## Handlung
Die Codonas sind eine Artistenfamilie in der vierten Generation. Die Trapezkünstler Alfredo, Vera und Fänger Lalo werden dabei von ihrem Vater Edward trainiert. Alfredos besondere Spezialität ist ein Doppelsalto mit verbundenen Augen, sowie der Dreifachsalto, den er bis zur Veröffentlichung des Films als einziger Artist am Trapez beherrschte.

## Auszeichnungen
1932 wurde der Film in der Kategorie Bester Kurzfilm – Novelty für den Oscar nominiert. Kurzfilme wurden 1932 das erste Mal mit Oscars ausgezeichnet. Es gab drei Kategorien: Cartoon, Comedy (Komödie) und Novelty. Swing High hatte bei der Wahl die meisten Stimmen bekommen. Mack Sennett fand aber heraus, dass sein Kurzfilm Wrestling Swordfish nur drei Stimmen weniger hatte. Nach den damaligen Statuten der Academy galt dies als Unentschieden. Eigentlich hätte der Geschäftsführer der Academy die entscheidende Stimme abgeben sollen, doch er entschied sich für eine Stichwahl. Die gewann Mack Sennetts Film. Zwar war Mack Sennett persönlich für Wrestling Swordfish nominiert, die Nominierung für Swing High ging jedoch an MGM und nicht an Pete Smith.

## Hintergrund
Die Uraufführung des zur Reihe Sport Champions von MGM gehörenden Films fand am 12. November 1932 statt. Der Produzent Pete Smith fungierte auch als Erzähler des Films, der zur Sportserie von MGM gehörte.

## Kritik
Smiths Kommentare wurden in einer zeitgenössischen Kritik in der Variety als weniger witzig als in anderen Filmen der Reihe bezeichnet. Die Kritik wies auch darauf hin, dass kein Zirkuspublikum oder etwas ähnliches eingesetzt wurde, um Atmosphäre zu vermitteln. Der Film sei gut fotografiert und interessant für alle, unabhängig davon, ob sie die Cordonas bereits im Zirkus gesehen hatten oder nicht.